# جنگ ستارگان: خدمه حداقلی
جنگ ستارگان: خدمه حداقلی (انگلیسی: Star Wars: Skeleton Crew) یک مجموعه تلویزیونی ماجراجویی و علمی تخیلی آمریکایی است که توسط جان واتس و کریستوفر فورد برای سرویس پخش دیزنی پلاس ساخته شده است. این مجموعه بخشی از فرنچایز جنگ ستارگان است که در همان چارچوب زمانی مجموعهٔ مندلورین و اسپین‌آف‌های به هم پیوسته آن پس از وقایع فیلم بازگشت جدای (۱۹۸۳) اتفاق می‌افتد. داستان این مجموعه در مورد چهار کودک است که در کهکشان گم می‌شوند و برای بازگشت به خانه به ماجراجویی می‌پردازند.
جود لا در این مجموعه با راوی کابت-کانیرز، رایان کیرا آرمسترانگ، کیریانا کراتر، رابرت تیموتی اسمیت و نیک فراست به ایفای نقش می‌پردازد. واتس با لوکاس فیلم تماس گرفت تا داستانی در مورد دورهٔ بلوغ به سبک امبلین انترتینمنت را روایت کند که در دنیای جنگ ستارگان اتفاق می‌افتد، و او در اوایل سال ۲۰۲۲ با فورد شروع به کار بر روی این مجموعه کرد. ساخت مجموعه در می همان سال در جشن جنگ ستارگان اعلام شد. فیلم‌برداری در سپتامبر ۲۰۲۲ در لس آنجلس آغاز شد و تا اواخر ژانویه ۲۰۲۳ به پایان رسید. بازیگران کودک سریال در آوریل ۲۰۲۳ معرفی شدند. کاتلین کندی، جان فاورو و دیو فیلونی و به عنوان مدیران اجرایی دیگر از مندلورین بازگشتند.
پخش خدمه حداقلی در ۲ دسامبر ۲۰۲۴ از دیزنی پلاس آغاز شد و در ۱۴ ژانویه ۲۰۲۵ به پایان رسید. این مجموعه نقدهای عموماً مثبتی از سوی منتقدان دریافت کرد.

## داستان
حدود پنج سال پس از سقوط امپراتوری کهکشانی، چهار کودک در پی کشف رازی در سیارهٔ زادگاهشان، اَت اَتین، گم شده و در سفری ماجراجویانه برای بازگشت به خانه در کهکشان سرگردان می‌شوند، در حالی که با یک شخص حساس به نیرو دوست می‌شوند.

## بازخورد

### واکنش منتقدان
این مجموعه در وبگاه جمع‌آوری نقد راتن تومیتوز، بر اساس نظر ۱۳۹ منتقد دارای امتیاز ۹۲٪ با میانگین نمرهٔ ۷٫۶/۱۰ است. اجماع نقادانه این وبگاه می‌گوید: «خدمه حداقلی با برانگیختن حس شگفتی کودکانه، یک ماجراجویی هیجان‌انگیز در دنیای جنگ ستارگان است که به شکلی تازه و ساده داستان را روایت می‌کند.» این سریال در متاکریتیک، که از میانگین وزنی استفاده می‌کند، بر اساس ۲۳ منتقد، امتیاز ۷۲/۱۰۰ را به خود اختصاص داده است که نشان‌دهنده نقدهای «عموماً مطلوب» است.
آلیسون هرمان از ورایتی نوشت: «خدمه حداقلی جنگ ستارگان را فقط به معنای واقعی به مکان‌های جدید می‌برد. اما این سریال توانسته مأموریت محدود خود را به‌خوبی اجرا کند و یک نمایش جنگ ستارگانی بسازد که واقعاً ریشه در کودکی دارد، نه اینکه صرفاً خاطرات کودکی را تداعی کند.» دنیل فینبرگ از هالیوود ریپورتر نوشت: «این ماجراجویی عموماً کم‌ریسک، با تم‌های سبک و گرایش به مخاطبان جوان، ما را به گوشه‌های کمتر کاوش‌شده کهکشان بی‌حد و مرز می‌برد، در حالی که حس خوشایندی از آشنایی را حفظ می‌کند.» کلی لالر از یواس‌ای تودی نوشت: «آنچه در تماشای این سریال بیش از همه جلب توجه می‌کند، تأثیرپذیری بالای آن است؛ این فقط یک مجموعه از جنگ ستارگان نیست، بلکه جنگ ستارگان به‌علاوه چیزی دیگر است. این سریال پرزرق‌وبرق است و در گسترش این مجموعه علمی-تخیلی کمی کلیشه‌ای به نظر می‌رسد، مجموعه‌ای که با تولید انبوه سریال‌های دیزنی+ روزبه‌روز رقیق‌تر می‌شود.»
در نقدی دوگانه، بن تراورس از ایندی‌وایر نوشت: «جنگ ستارگان: خدمه حداقلی شروعی ناامیدکننده و آشنا دارد، در حالی که معرفی قهرمانان اصلی‌اش را خراب می‌کند و به‌طور کلی تا زمانی که جود لا ظاهر می‌شود، کند پیش می‌رود.» زک هندلن از بوستون گلوب نوشت: «همه این ویژگی‌ها زیر یک مشکل مدفون شده‌اند: این یک ایده اولیه است که هنوز نمی‌داند چگونه یک نمایش تلویزیونی باشد.»